# Кастелмасимо (Фрозиноне)
Кастелмасимо је насеље у Италији у округу Фрозиноне, региону Лацио.
Према процени из 2011. у насељу је живело 1373 становника. Насеље се налази на надморској висини од 234 м.